# Стровия
Стровия (на македонска литературна норма: Стровија) е село в община Долнени на Северна Македония.

## География
Разположено е в Прилепското поле, северозападно от град Прилеп между планините Даутица и Бабуна. Стровия е най-северното пелагонийско село. Край селото се намира манастирът „Свети Илия“.

## История
В XIX век Стровия е село в Прилепска каза на Османската империя. Църквата „Свети Илия“ е от XIX век. „Етнография на вилаетите Адрианопол, Монастир и Салоника“, издадена в Константинопол в 1878 година и отразяваща статистиката на населението от 1873 година Строве (Strové) е посочено като село с 56 домакинства и 232 жители българи.
Според статистиката на Васил Кънчов („Македония. Етнография и статистика“) от 1900 година Стровия е населявано от 434 жители българи християни.
На Етнографската карта на Битолския вилает на Картографския институт в София от 1901 година Стровия е чисто българско село в Прилепската каза на Битолския санджак с 63 къщи.
В началото на XX век цялото население на селото е под върховенството на Българската екзархия. По данни на секретаря на екзархията Димитър Мишев („La Macédoine et sa Population Chrétienne“) в 1905 година в Стровия има 400 българи екзархисти и функционира българско училище.
По време на Първата световна война Стровия е включена в Костинската община и има 564 жители.
На етническата си карта на Северозападна Македония в 1929 година Афанасий Селишчев отбелязва Стровия като българско село.
| Година    | 1948 | 1953 | 1961 | 1971 | 1981 | 1991 | 1994 | 2002 |
| --------- | ---- | ---- | ---- | ---- | ---- | ---- | ---- | ---- |
| Население | 772  | 785  | 632  | 400  | 167  | 75   | 75   | 35   |

В 1961 жителите на селото са 632, в 1994 – 75 македонци, а според преброяването от 2002 година Стровия има 35 жители македонци.
| Националност | Всичко |
| македонци    | 35     |
| албанци      | 0      |
| турци        | 0      |
| цигани       | 0      |
| власи        | 0      |
| сърби        | 0      |
| бошняци      | 0      |
| други        | 0      |

В селото е разположен манастирът „Света Неделя“, изграден на мястото на стар храм и осветен на 2 май 1976 година от епископ Ангеларий Пелагонийски.

## Личности
Родени в Стровия
- Боце Перески (р. 1933), югославски офицер, генерал-майор от ЮНА и Република Македония
- Величко Николов, игумен на манастира „Свети Спас“ в Зързе през 1860 година[10]
- Иван Сивев, деец на ВМОРО[11]
- Любица Буралиева (р. 1952), северномакедонски политик
- Цветан Стровиянчето (? – 1906), български революционер от ВМОРО, четник при Панчо Константинов[12]
- Дамян Георгиев Шишков , кметски наместник в периода от 1941 до 1944 година[13]